# Đông xưởng
Đông xưởng hay Đông tập sự xưởng (phồn thể: 東廠; giản thể: 东厂; bính âm: Dōng Chǎng; Wade–Giles: Tung Ch'ang) là một cơ quan mật thám và gián điệp thời nhà Minh do các hoạn quan điều hành. Cơ quan này được thành lập bởi Minh Thành Tổ.

## Lịch sử
Sau khi cướp ngôi đứa cháu ruột Minh Huệ Đế vào năm 1402, Minh Thành Tổ nỗ lực giữ chân nhiều cựu thần từng phục vụ trong triều đình Minh Huệ Đế, nhưng vài người trong số họ lại phản đối ông kịch liệt. Năm 1420, để trấn áp phe phái đối lập chính trị, Minh Thành Tổ quyết định thành lập Đông xưởng (nằm ở phía đông hoàng cung), một cơ quan gián điệp và mật thám do các hoạn quan điều hành. Thành viên Đông xưởng chịu trách nhiệm theo dõi nhân sự nhà nước ở mọi cấp bậc, từ sĩ quan quân đội, sĩ đại phu cho đến cả quân nổi loạn lẫn thường dân nói chung. Đông xưởng sẽ điều tra và bắt giữ nghi phạm rồi giao cho Cẩm y vệ thẩm vấn. Cuối thời nhà Minh, Đông xưởng sở hữu lực lượng chiến thuật và nhà tù riêng. Đã có lúc Đông xưởng hùng mạnh đến mức trước những nhà lãnh đạo của cơ quan này, các quan chức nhà nước cũng phải thực hiện nghi thức khấu đầu. Đông xưởng tồn tại mãi tới năm 1644, cuối thời nhà Minh. Tây xưởng được Minh Hiến Tông thành lập vào năm 1477, ban đầu có nhiệm vụ săn lùng đạo sĩ tà giáo, về sau dần trở thành cơ quan đối địch với Đông xưởng. Tây xưởng hoạt động liên tục trừ một khoảng thời gian gián đoạn từ năm 1482 đến năm 1506, và giải thể vào năm 1510. Nội hành xưởng với nhiệm vụ khống chế Đông xưởng, Tây xưởng và Cẩm y vệ, ra đời vào năm 1505, thời Minh Vũ Tông, và cũng giải thể vào năm 1510. Thời Minh Thần Tông, Nội hành xưởng từng được tái lập và tồn tại trong thời gian ngắn.

## Những nhà lãnh đạo Đông xưởng nổi tiếng
- Vương Chấn
- Lưu Cẩn
- Phùng Bảo
- Ngụy Trung Hiền